# Eric Dussert
Eric Dussert (n. 29 iunie 1967) este scriitor, editor și critic literar francez. Trăiește la Paris, FR și este angajat al Gallica/BNF - implicat în misiunea de digitizare a instituției, și observator fin și discret al fenomenelor culturale actuale mai puțin cunoscute.

## Biografie
Născut în iunie 1967, a absolvit Științe Politice și apoi a devenit critic literar și scriitor. Colaborează mai ales cu Matricule des Anges, unde a devenit editorialist la începutul anilor 2020, cu Monde Diplomatique, cu La Quinzaine littéraire (Quinzaines), cu Brèves, cu La Revue des revues și cu Observator Cultural (România).
Ca editor, s-a specializat în publicarea textelor literare uitate, în cadrul colecției L'Alambic, publicată inițial sub egida L'Esprit des peninsules a lui Éric Naulleau și ulterior la Arbre vengeur a editorilor David Vincent și Nicolas Etienne.
Ca eseist, a publicat pamfletul Comme des enfants. The Pedophile Age of Capitalism, precum și lucrări despre istoria cărții și tipografiei. De asemenea, a inițiat o dublă serie de portrete ale scriitorilor uitați publicată de La Table ronde : O pădure ascunsă și Ascunse de pădure dedicat, acest ultim volum, exclusiv scriitoarelor uitate. Din 2006 publică pe blog-ul personal, L'Alamblog Arhivat în 15 aprilie 2023, la Wayback Machine., articole dedicate știrilor editoriale și istoriei literare.

## Principalele publicații

### Lucrări personale
- 2019: Du corps à l’ouvrage. Les Mots du livre, în colaborare cu Christian Laucou, Paris, La Table ronde
- 2018: Ascunse de pădure. 138 de scriitoare uitate (Cachées par la forêt. 136 portraits de femmes de lettres oubliées), prefață de Cécile Guilbert. – Paris, La Table Ronde.
- 2018: Rétrofutur. Une contre-histoire des innovations énergétiques, cu Cédric Carles și Thomas Ortiz. Prefață de Bertrand Piccard. Paris, Buchet-Chastel.
- 2014: Les 1001 Vies des livres, în colaborare cu Éric Walbecq, Paris, Librairie Vuibert.
- 2013: Une forêt cachée. 159 portraits d’écrivains oubliés, prefață de Claire Paulhan. - La Table Ronde
- 2009: Aphorisme, Paris, Fornax.
- 2007: Alambic. Colecție completă, Paris, Des Barbares….
- 2007: Alfred et l’omnibus, editura Cynthia 3000, col. "Omajajari".
- 2006: La Littérature est mauvaise fille.Nouvelles increvables, Ilustrație de Michel Nedjar, Villelongue d'Aude, L'Atelier du Gué.
- 2006: Comme des enfants. L'Âge pédophile du capitalisme, Paris, Anabet.
- 2003: L’Arsimplaucoulis, douceur des Carpates, cu Valérie Rouzeau, Paris, Fornax.

### Selecție de articole și lucrări colective
- 2022: Champs de notes & Jardins de sons [Despre muzică verde], Jardins, nr. 11.
- 2019: Le revuisme de Marguerite Grépon (1891-1982), Des revues et des femmes, Recenzii și femei. Locul femeilor în recenziile literare de la Belle Epoque până la sfârșitul anilor 1950, ed. coord. de A. Auzoux, C. Koskas și E. Russo, Maison de la recherche⁠(d), Sorbonne.
- 2018: Bonne sieste à la bibliothèque, cu Cristina Ion, Le Monde diplomatique, n° 771, p. 27.
- 2017: Reliure d’Odette Ducarre pour La Nuit aveuglante d’André de Richaud, Jean Le Gac, La Grande Bibliothèque 5, Ronan-Jim Sévellec, Le Cabinet de la rue de Namur, Claude-Emile Thiéry, ex-libris “Ces lumières appartiennent à C. E. Thiéry”, Revue de la Bibliothèque nationale de France⁠(d), nr 54, martie 2017.
- 2016: Les revues d’un seul ou l’apothéose des fortes têtes, La Revue des revues, nr. 56, p. 46-105.
- 2016: De la gomme et de la perte d’adhérence dans les lettres françaises[18], Italian Review of French Studies (Seminario di Filologia Francese), nr.6.
- 2011: Prix littéraires (histoire des), Vodaine (Jean). Dictionnaire encyclopédique du livre (volumul III).
- 2010: Cabaret du Néant, Cabinet de curiozități, Charon, Car funerar, Funcționar, Duel, Gropar, Morgă, Pompe funebre – Dictionnaire de la Mort (Larousse).
- 2010: Les poppers de l’imprimeur, La Fabrique des icebergs (nr. 4, „ Rene Taze ").
- 2010: Gallica și viitorul lecturii (interviu cu Edith de la Héronnière) – Revue des Deux mondes (aprilie).
- 2009: Un monument de rigolade (L’Encyclopédie des Farces et attrapes et des Mystifications), Revista Bibliotecii Naționale a Franței.
- 2007: Loys Masson, François Valorbe în Lost/Found, Anthology of forgotten literature (Monsieur Toussaint Louverture).
- 2007: Alphonse Allais, Curiosa, Régis Messac, Albert Paraz, Gaston de Pawlowski, Romanul gay, Raymond de Rienzi, André Soubiran, Dicționar de literatură populară (Nouveau Monde éditions⁠(d)).
- 2007: Impuissance de la bardane, Théodore Balmoral, nr. 54 (iarnă-primăvară 2006-2007).
- 2005: Răspuns la o întrebare amuzantă: critica literară este un șarpe de mare, Tema, Croația (nr. 4 octombrie).
- 2004: Schiță bibliografică în Christian Bachelin, Neige exterminatrice. – Cognac, Le Temps qu'il fait⁠(d).
- 2004: Erik Staal, l'ymagier de la lune, La Main de Singe (n°1, primăvară).
- 2001: Panteonul fantomă, Ultimele cuvinte ale scriitorilor [sub pseud. ], Testamentele literare [sub pseud. ] – La Quinzaine littéraire⁠(d) nr. 813.
- 2002: Boujut (Pierre), Benoît (Pierre-André), Bettencourt (Pierre), Connaissance (Editura La), Dictionarul Enciclopedic al Cărții (Editions du Cercle de la Librairie).
- 2001: Retrovision, L'Atelier contemporain (n°3).
- 2000: Le Livre des Égarés, Revista Plein Chant nr. 69-70, Editura Plein Chant
- 1998: La Connaissance, Dicționarul literelor franceze. – Paris, Livre de poche.
- 1997: Revues et hypertexte (în colaborare cu Yannick Maignien și Jean-Didier Wagneur), La Revue des revues, nr. 22, pp. 3-16.
- 1996: Digitalizarea și lectura savantă (în colaborare cu Y. Maignien), în Henri Berr și cultura secolului XX, Paris, Albin Michel, pp. 293-299.

## Proiecte interdisciplinare
- 2022: Contre un regretté silence, dix pièces poly-instrumentales[19][20] - compozitoare: Angélique Sozza; text și desene: Eric Dussert.
- 2019: La Pauvre Emission[21] - podcast de știri literare (trailer și pilot).
- 1998: Expoziție de artă Ab Ovo, curator Eric Dussert; Galeria Extramadura, Lyon.